# Bronosowo
Bronosowo (biał. Браносава, Branosawa; ros. Браносово, Branosowo) – wieś na Białorusi, w obwodzie grodzieńskim, w rejonie korelickim, w sielsowiecie Turzec.

## Historia
W dwudziestoleciu międzywojennym wieś i cztery folwarki leżące w Polsce, w województwie nowogródzkim, w powiecie stołpeckim, w gminie Jeremicze/Turzec. Demografia w 1921 przedstawiała się następująco:
|                       | Liczba mieszkańców | Budynki | Narodowość  | Narodowość        | Wyznanie    | Wyznanie |
| Polacy                | Liczba mieszkańców | Budynki | Białorusini | rzymskokatolickie | prawosławne |          |
| --------------------- | ------------------ | ------- | ----------- | ----------------- | ----------- | -------- |
| wieś Bronosowo        | 292                | 58      | –           | 292               | –           | 292      |
| folwark Bronosowo I   | 24                 | 2       | 7           | 17                | 8           | 16       |
| folwark Bronosowo II  | 9                  | 1       | 9           | –                 | –           | 9        |
| folwark Bronosowo III | 0                  | 0       | –           | –                 | –           | –        |
| folwark Bronosowo IV  | 0                  | 0       | –           | –                 | –           | –        |

Po II wojnie światowej w granicach Związku Sowieckiego. Od 1991 w niepodległej Białorusi.